# Lilly Luisa Liebesná
Lilly Luisa Liebesná, auch Lily Luisa Liebesná, (geboren am 18. März 1927 in Lomnice u Tišnova; gestorben im Juli 1944 im KZ Auschwitz-Birkenau) war ein aus der Tschechoslowakei stammendes jüdisches Opfer des Holocausts.

## Leben
Lilly Luisa Liebesná, Schwester von Jan Líbezný (1923–2006), entstammt der Familie Liebesný, die in Lomnice u Tišnova seit dem 19. Jahrhundert lebte. Auf dem jüdischen Friedhof in Lomnice befinden sich die Grabsteine des Kaufmanns Moritz Liebesný und seiner Frau Louisa Liebesná aus den 1820er Jahren. Ihr Sohn Otto Liebesný (1894–1944) und dessen Ehefrau Markéta Liebesná (1898–1944) lebten und arbeiteten in Lomnice, deren Kinder Jan Liebesný, später Jan Líbezný (* 1923) und Lilly Luisa Liebesná wuchsen in Lomnice auf, wo sie die Grundschule besuchten.
Lilly Luisa Liebesná wurde zusammen mit den anderen Familienangehörigen im April 1942 mit dem Transport Ah nach Theresienstadt deportiert, am 18. Mai 1944 mit dem Transport Eb weiter nach Auschwitz-Birkenau. Während der Liquidation des Familienlagers BIIb (Theresienstädter Familienlager) wurde sie zwischen dem 10. Juli und 12. Juli 1944 in der Gaskammer ermordet.

## Stolperstein

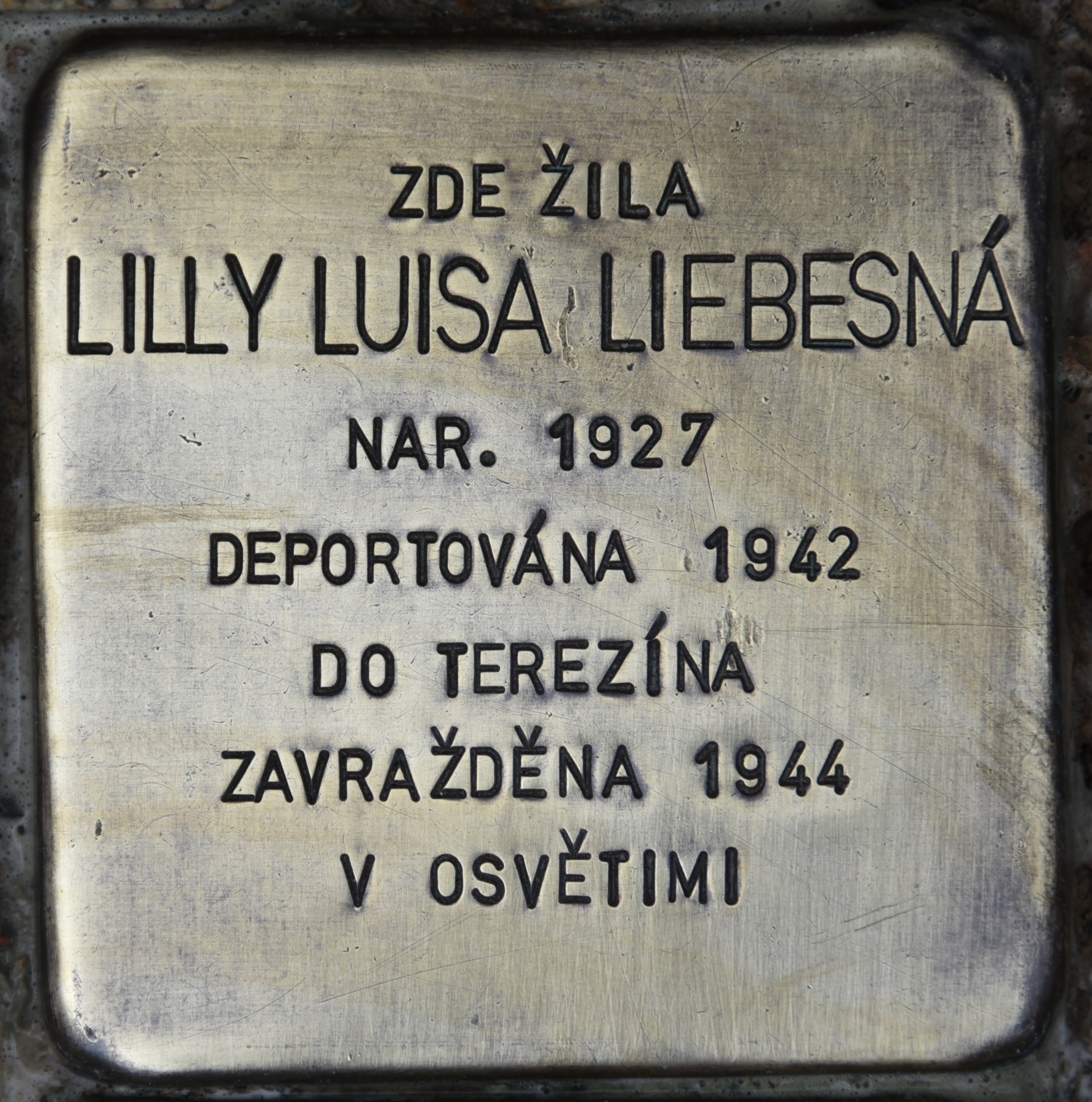
Stolperstein für Lilly Luisa Liebesná

Am 17. September 2011 wurde vor dem Haus ul. Josefa Uhra 231 in Lomnice, wo sie bis zu ihrer Verhaftung und Deportation lebte, für sie ein Stolperstein gelegt.
Der Stolperstein trägt den folgenden Text (hier mit einer Übersetzung):
| ZDE ŽILA LILLY LUISA LIEBESNÁ NAR. 1927 DEPORTOVÁNA 1942 DO TEREZÍNA ZAVRAŽDĚNA 1944 V OSVĚTIMI | HIER LEBTE LILLY LUISA LIEBESNÁ GEB. 1927 DEPORTIERT 1942 NACH THERESIENSTADT ERMORDET 1944 IN AUSCHWITZ |

Das Ereignis, das im Rahmen der „Tage des europäischen Kulturerbes“ (Dny evropského dědictví v Lomnici) stattfand, stieß in der Region auf bedeutendes Echo. Über die Stolperstein-Verlegung in Lomnice berichtete ebenfalls die Onlineausgabe der überregionalen Zeitschrift Literární noviny vom 13. September 2011. Die „Kulturerbe-Tage“ werden in Lomnice alljährlich vom lokalen Verschönerungsverein OSLO veranstaltet, der sich auch für die Stolpersteinverlegung einsetzte. 2011 und 2013 wurden bei der Gelegenheit bisher insgesamt 9 Stolpersteine in der Gemeinde verlegt.